# ポエング

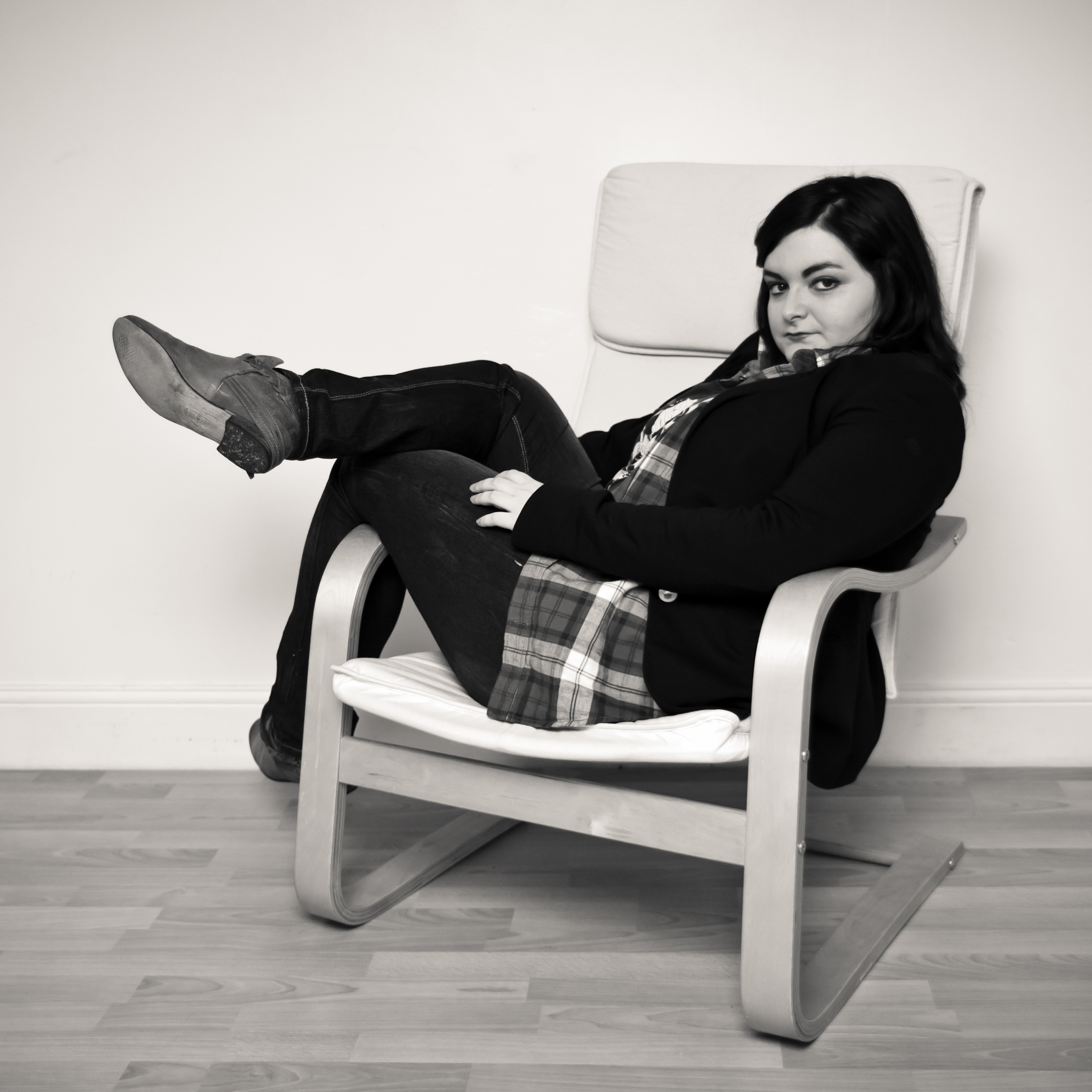
ポエングでくつろぐ女性

ポエング (Poäng、スウェーデン語でpoint, argument, punch line）は、スウェーデンの家具小売業者であるIKEAが1978年に販売した木製のカンチレバーアームチェア。2016年現在、年間約150万本のポエングが販売され、生産合計はおよそ3000万本である。

## 概要
中村曻は、1976年にプロダクトマネージャーのラース・エンマンと共同で椅子を作成した。フィンランドのデザイナー、アルヴァ・アールトが1939年に発表した「アームチェア406("Armchair 406")」に似たデザインだが、406のように網状の座面ではなく、薄い装飾が施されている。中村によると、人が座ると成形合板のフレームがかすかに揺れ、ロッキングチェアのような印象を与える、リラックスした気分を呼び起こすことを意図している 。椅子のデザインは、発売以来何度か変更されている。当初は「Poem」（ポエム、詩）と名付けられた。1992年に「ポエング」に改名され、シート部分が鋼管から木に変更され、フラットパックが可能になり、21％の値下げに成功した。張り地の色や柄、素材なども顧客の好みに合わせて繰り返し変更された 。1990年代にはアメリカで最大350ドル（2016年時点でのインフレ調整後）で販売されていたのに対し、2016年の価格は79ドルである。
1990年代以降のポエングは，ブナ材の突板を曲げて接着したフレームと無垢材のレールで構成し、クリアラッカーで仕上げられた、さまざまな色が用意されている。座面の素材は、ポリプロピレン製のサポート・ファブリックと、レザーまたはファブリックにポリウレタン・フォームを詰めたクッションで構成されている 。 同シリーズのオットマン・フットスツールも販売されている。
イケアの創業者であるイングヴァル・カンプラードは、ポエングに愛着を持っており、2006年には「32年間同じものを所有している」と語っている。

## エピソード
2016年2月24日放送の日本テレビ系『ヒルナンデス!』において、番組終盤の視聴者プレゼントで用意された本商品の紹介中、椅子に座ったオードリーの春日俊彰が耐久性を証明するために身体を激しく揺さぶって勢いをつけながら座る行為を繰り返し、さらに相方の若林正恭も春日の動きに勢いを付けた結果、椅子の脚が折れてしまった。
これは通常ではありえない過度な使用方法のため、即座に当時『ヒルナンデス!』の進行をしていた水卜麻美（日本テレビアナウンサー）が正しい使用方法で使っていれば壊れることはないとフォローをいれていた。
この件に関して、オードリーは後日レギュラー番組の『オードリーのオールナイトニッポン』で謝罪を行っている。また、後にIKEA側とも和解しており、オードリーはその後の『ヒルナンデス!』のIKEA店頭でのロケにも参加している。
なお、この場面を切り取った動画がYouTubeに公開され、瞬く間に拡散。結果としてそれが宣伝の役割を果たし、放送後ポエングの売上が増加したという。